# Emis Killa
Emiliano Rudolf Giambelli (Vimercate, Lombardía, 14 de noviembre de 1989), más conocido como Emis Killa, es un rapero italiano.

## Biografía

### Primeros años
Viene de una familia pobre y de padres divorciados. Su madre, originaria de Palermo, siempre ha trabajado como un obrera en una fábrica de metalistería, mientras que su padre, natural de Vimercate, fue un pianista para grupos «brianzoli»; sufría de trastorno bipolar y murió en 2009 de un paro cardíaco. Tiene un medio hermano mayor por parte paterna con el cual nunca ha convivido.
Después de terminar sus estudios de básica secundaria en Italia, Emis asistió a una escuela técnica y luego al Instituto profesional para los servicios de hoteles y provisión de comidas (IPSEOA por sus siglas en italiano) sin obtener el diploma, ya que abandonó sus estudios antes de terminarlos para realizar algunos trabajos, entre ellos el de un albañil. Con el tiempo se dedicó por completo a la música, en su mayoría de estilo libre. Es durante esta época que adopta el nombre artístico de Emis Killa.

El apodo Emis viene desde mis tiempos como grafitero, Emi es el diminutivo de Emiliano, mi nombre, y la «s» es una letra bonita. Killa, viene de la palabra inglesa «Killer», que en el habla popular de Estados Unidos se pronuncia «killa», significa asesino, así me decían porque había ganado todas las competiciones en estilo libre.

### Primeras publicaciones (2007-2011)
En el 2007 participó en el concurso de estilo libre «Tecniche Perfette» (técnica perfecta) y acabó siendo el ganador.
En el 2009 firmó un contrato con la discográfica Carosello Records, y en el 2009 lanzó su primera compilación de canciones llamada Keta Music en casete; en el 2010 la segunda Champagne e spine, y en el 2011, la tercera y última The Flow Clocker Vol. 1. El 19 de diciembre de 2011 pública su primer álbum digital descargable —gratuito— Il peggiore, cuya producción artística estuvo a cargo de Big Fish . En este año Emis Killa hizo una remezcla oficial con Aloe Blacc llamada «I need a dollar» (Necesito un dólar), difundida en la radio italiana.

### L'erba cattiva(2012-2013)
En enero de 2012 lanzó el álbum L'erba cattiva (Las malas hierbas), que alcanzó la quinta posición en la clasificación FIMI de álbumes más vendidos en Italia, permaneciendo en las listas durante más de un año, y entre los 20 mejores durante los primeros 3 meses. El álbum cuenta con varios artistas colaboradores del hip hop italiano, Fabri Fibra, Gue Pequeno, Tormento y Marracash.

Después de 16 semanas de su lanzamiento, el disco entró entre los diez álbumes más vendidos en Italia.
El video musical de la canción Parole di ghiaccio (Palabras de hielo), el segundo sencillo del álbum, recibió 2 millones y medio de visitas en YouTube en menos de dos semanas, algo nunca antes visto en la música italiana. Después aumentó a 5 millones de visitas en menos de un mes y 10 millones en tres meses, (actualmente[¿cuándo?] tiene 25 000 000 de visitas en YouTube).
El 30 de junio de 2012 lanzó el sencillo Se il mondo fosse (Si el mundo fuese), con la colaboración de J-Ax, Club Dogo y Marracash. La canción se ubicó en la posición número dos de las más descargadas. Las ganancias de las ventas, fue donado a los afectados de los grandes terremotos que hubo en Italia durante el 2012.
El 20 de noviembre, publica una edición nueva «versión del oro» de L'erba cattiva, que también contiene la canción de Il King.

### Mercurio(2013- 2015)
El 12 de julio de 2013 Emis Killa ha puesto a disposición de sus admiradores un tema inédito titulado Vampiri (Vampiros) para ser descargado gratuitamente, publicado como preludio del primer sencillo de su segundo álbum de estudio. Posteriormente, se realizó un videoclip para la canción, que fue publicado el 17 de julio de 2013 El 30 de agosto de ese mismo año, se anunció que la continuación del álbum L'erba cattiva (Las malas hierbas) sería publicado en octubre por Carosello, bajo el título Mercurio su fecha de publicación: 22 de octubre, fue anunciada el 9 de septiembre La cubierta y lista de canciones fueron reveladas el 26 de septiembre y el 4 de octubre, respectivamente.
El 10 de septiembre fue anunciado el video para una de las canciones del álbum Mercurio, titulada Wow el cual fue publicado al día siguiente El 8 de octubre fue lanzado el videoclip de la canción  Lettera dall'inferno (Carta desde el infierno), mientras que 16 de octubre se publica exclusivamente en Cubomusica Killers canción no incluida en Mercurio En su lugar, el 16 de octubre, se lanzó su primer sencillo Scordarmi chi ero (Para olvidar quién era yo) de la que se hizo un vídeo musical en los techos de los «conventillos», en la «Via Turati 40» de Bollate (al fondo puede verse la torre de la iglesia de San Martino) .
El 22 de octubre se publica Mercurio, que alcanzó la primera posición de la clasificación FIMI de Artistas y luego fue certificado con un disco de oro por la Federación de la Industria de la música italiana (FIMI), exactamente un mes después de su publicación La gira promocional homónima del álbum fue más una fiesta que se celebró el 22 de febrero en el «Obi Hall» de Florencia.
El 2 de diciembre, fue lanzado el segundo sencillo A cena dai tuoi (A cenar donde los tuyos), que contó con la participación de J-Ax El video fue publicado una semana más tarede. En este mismo mes, Emis Killa fue a Estados Unidos para participar en la edición anual de los «Bet Hip Hop Awards America» en Nueva York, en representación de Italia bajo la tutela de DJ Premier. Sin embargo Ed Lover rechazó y criticó su actuación en italiano:

Hubo necesidad de subtitular la actuación de Emis, y tal vez los sonetos no estaban en rima. Regresa a Italia con esa mierda. Vete a comer espaguetis, lasaña, pasta... y todas esas mierdas que dijiste de Italia... saca esa mierda de aquí

Durante su estancia en Estados Unidos, el rapero grabó el videoclip de Straight Rydah, publicado 23 de enero de 2014. Sin embargo, el 14 de febrero fue publicado un video musical de la canción Soli (Assieme), que fue grabada en la ciudad de Marrakech.
El 21 de marzo, se publicó el tercer sencillo de Mercurio, Essere umano (Ser humano), que contó con la participación de Skin. Durante el concierto celebrado 10 de abril de 2014 Alcatraz, Milán; Emis Killa recibió el disco de platino por Mercurio, que luego alcanzó el umbral de 50 000 copias vendidas. El 21 de mayo, se publicó en el canal YouTube del rapero un avance del vídeo para el tema inédito Maracanã lanzada como sencillo el 28 del mismo. Fue previsto que la canción fuese una versión especial de Mercurio, que se llamó Mercurio 5 Stars Edition y fue publicado el 10 de junio, llegando a la primera posición de la clasificación italiana FIMI
El 28 de mayo, fue un invitado a The Voice of Italy y cantó Parole di ghiaccio (Palabras de hielo) con el acompañamiento de la melodía The Monster de Eminem, junto con J-Ax, Fedez y Noemi.
A partir del 4 de octubre de 2013 Emis Killa se convirtió en conductor del programa de radio dedicado a la música rap One Two One Two, transmitido por Radio Deejay, mientras que el 16 del mismo mes, el rapero anunció la publicación de su primer libro, titulado BUS323 y distribuido a partir de noviembre 5. Por la misma época, también componen la nueva canción Che abbia vinto o no, en dúo con Antonella Lo Coco y utilizados para la banda sonora de la película Il ricco, il povero e il maggiordomo

### Keta Music Vol. 2(2015-presente)
El 18 de mayo de 2015 Emis Killa lanzó el sencillo inédito I.L.T.G. (I Love This Game) para su descarga digital, también acompañado por video relacionado. El 5 de junio de ese año, el rapero ha publicado a través de su canal de Vevo un video en el que anunció la mixtape Keta Music Vol. 2, y agregó que la lista de pistas se revela a través de clips de vídeo de unos 30 segundos cargados en su canal de VEVO. De 6 a 12 jun están tanto reveló títulos de las canciones del álbum, que contará con varios artistas de la escena del rap italiano, como Vacca, Gemitaiz, MadMan, Jake La Furia y Gue Pequeno. La mixtape se puso a disposición para su descarga gratuita del 18 de junio a través de su página web oficial.

## Controversia

### Las acusaciones de homofobia
Emis Killa ha recibido denuncias de homofobia, que él negóref. Las razones respecto a esta acusación son textos de algunas de sus canciones, entre ellas las de Milano male ("I ricchioni che si fanno in strada e vorresti ammazzarli, froci."),(en español "Los haces de leña que se realicen en la calle y le gustaría matarlos, maricones.", Broken Dolls ("Si ficcasse l'arco in culo e diventasse frocio") (en español "Él ficcasse el arco en el culo y se convierten en un maricón") o Riempimi le tasche ("Sei un brutto frocio si sgama quando mangi il gelato col cono"), (en español "Eres una mala sgam marica cuando usted come el helado con el cono"), La controversia se ensancha cuando el rapero hizo la siguiente declaración a Vanity Fair: 

Ni a favor ni en contra. Todo lo che haces lo que quieren. No debo ser el que decidirá sobre estas cosas. Me opongo a la adopción, sin embargo, no lo entiendo. Una presencia femenina es importante para el niño. ¿No es agradable que crecer sin una madre. La madre siempre es la madre.

### Rivalidad con Povia
En el verano de 2013, la cantante Povia lanzado a través de su canal de YouTube un mensaje de vídeo dirigida al rapero italiano del nuevo milenio, llamando "rapero mocosos" y criticarlos como "significa mucho viniendo de el gueto y luego hacer videos en las piscinas, con todo el coño..." A raíz de esta publicación, varios raperos, incluyendo Emis Killa, respondió a las críticas de algunos insultos y provocaciones, hasta el punto que Povia respondió a Facebook que "hay raperos reales y raperor mocosos.

### Rivalidad con Moreno
En 2010, durante una exposición de Tecniche Perfette, Emis Killa se enfrentaron físicamente con el rapero Moreno.La razón es porque Emis Killa había votado en contra de Moreno durante su actuación y este arremetió contra él y el jurado.

## Discografía
- 2011 - Il peggiore
- 2012 - L'erba cattiva
- 2013 - Mercurio
- 2015 - Keta Music Vol. 2

## Televisión
- Goal Deejay (SKY Sport 1 HD, 2014 - en curso)
- Miss Italia 2014 (LA7, 2014) Jurada
- MTV Spit 3 (MTV, 2014) Juez
- MTV Awards 2015 (MTV, 2015)
- The Voice of Italy 4 (Rai 2, 2016) Coach

## Premios y distinciones
| Año  | Evento                               | Categoría                                | Resultado |
| ---- | ------------------------------------ | ---------------------------------------- | --------- |
| 2007 | Tecniche Perfette                    |                                          | Ganador   |
| 2011 | Premio Ragazzi E Cinema              |                                          | Ganador   |
| 2012 | TRL Awards 2012                      | Mejor nuevo artista                      | Ganador   |
| 2012 | MTV Europe Music Awards 2012         | Best Italian Act                         | Ganador   |
| 2012 | MTV Hip Hop Awards 2012              | Best New Artist                          | Ganador   |
| 2012 | MTV Hip Hop Awards 2012              | Song of the Year                         | Nominado  |
| 2012 | MTV Europe Music Awards              | Best Italian Act                         | Ganador   |
| 2013 | Nickelodeon Kids' Choice Awards 2013 | Miglior cantante italiano                | Nominado  |
| 2013 | MTV Awards 2013                      | LG Tweetstar                             | Ganador   |
| 2014 | Web Show Awards                      | Revelations 2014                         | Ganador   |
| 2014 | Cubomusica                           | Sencillo Killers                         | Ganador   |
| 2014 | MTV Awards 2014                      | Superman                                 | Ganador   |
| 2015 | On Stage Awards 2015                 | Mejor artista rap                        | Ganador   |
| 2015 | Wind Music Awards 2015               | Premio CD Platino para el álbum Mercurio | Ganador   |

## Curiosidad
- El rapero dijo que cuando era niño quería ser mecánico, pero nunca puesto en práctica esta idea porque hay que estudiar para hhhhhhacerlo.
- Él es un amigo del jugador Mario Balotelli,[38] cantautores Niccolò Agliardi y Francesco Facchinetti y el rapero Fedez, J-Ax, Club Dogo, Mondo Marcio y Marracash, a fin de que este lo considera como su hermano menor[39]
- En 2010, durante una presentación de Tecniche Perfette, Emis Killa ha enfrentado físicamente contra el rapero Moreno, tocando la reyerta. La razón se debe al hecho de que Emis Killa había votado en contra de Moreno durante su actuación y fue lanzado en su contra y el jurado[40]
- Dijo que no cree en las entidades benignas o malignas, como Dios y el diablo, sino simplemente en algo más elevado[41]